# Channing Wilroy
Channing Wilroy (né le 8 novembre 1940) est un acteur américain qui apparait dans sept films de John Waters. Son premier rôle est celui de Channing, le domestique, dans le film  Pink Flamingos en 1972. En raison de ses collaborations avec John Waters, Wilroy est considéré comme un membre des Dreamlanders (ensemble de l'équipe régulière participant aux films de Waters, tout comme Mink Stole, Mary Vivian Pearce, Divine, David Lochary, Pat Moran, Vincent Peranio, Van Smith...).
Avant de faire son apparition dans les films de John Waters, il était un membre régulier de l'émission The Buddy Deane Show de 1957 à 1960 (cette émission télévisée sera d'ailleurs la base de l'histoire du film Hairspray, écrit et réalisé par John Waters en 1988).
Il vit aujourd'hui à Provincetown (Massachusetts).

## Filmographie
- 1972 : Pink Flamingos : Channing, le majordome
- 1974 : Female Trouble : le procureur
- 1977 : Desperate Living : Lieutenant Williams
- 1998 : Pecker : un voisin
- 1998 : Divine Trash (documentaire)
- 2000 : Cecil B. DeMented
- 2000 : In Bad Taste (documentaire)
- 2004 : A Dirty Shame : le motard
- 2005 : All the Dirt on 'A Dirty Shame' (documentaire)